# Flavi Fímbria
Flavi Fímbria (en llatí Flavius Fímbria) va ser un militar romà del segle i aC. Era germà de Caius Flavius Fimbria, i formava part de la gens Flàvia, una gens romana d'origen plebeu.
Va ser legat de Gai Norbà (Caius Norbanus) en la guerra contra Sul·la l'any 82 aC. Fímbria i altres partidaris de Gneu Papiri Carbó van ser convidats a un banquet per Albinovà, i allí els convidats van ser assassinats traïdorament.